# Den Dominikanske Republik ved sommer-OL 2012
Dominikanske Republik deltog under Sommer-OL 2012 i London som blev arrangeret i perioden 27. juli til 12. august 2012.

## Medaljer
| 2012 London               | Guld | Sølv | Bronze | Total |
| Den Dominikanske Republik | 1    | 1    | 0      | 2     |